# Francisco Vázquez de Coronado
Francisco Vázquez de Coronado (Salamanca, 1510 — 22 de setembro de 1554) foi um conquistador espanhol. Entre 1540 e 1542, visitou o Novo México e outras partes do que seria atualmente o sudoeste dos Estados Unidos.

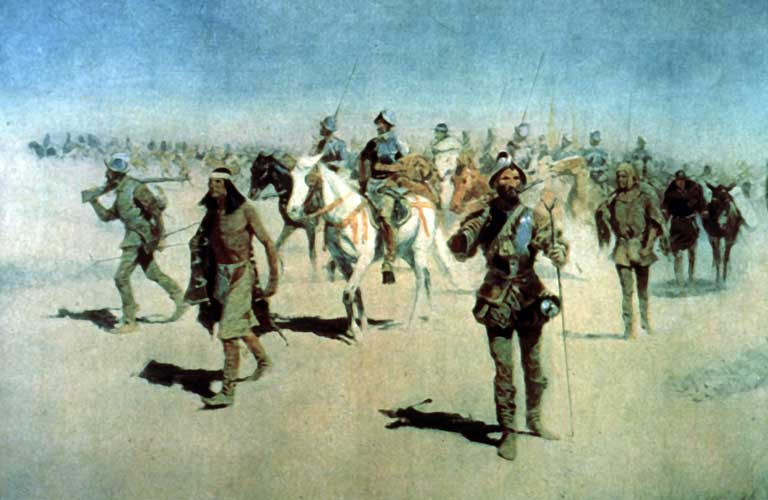
A expedição de Coronado, óleo de Frederic Remington (1861-1909).

Vázquez de Coronado nasceu em uma família nobre em Salamanca, em 1510 como o segundo filho de Juan Vázquez de Coronado y Sosa de Ulloa e Isabel de Luján. Juan Vázquez ocupou vários cargos na administração do recém-capturado Emirado de Granada sob Íñigo López de Mendoza, seu primeiro governador cristão.